# Jan Wals
Jan Wals (1942) is een Nederlands voormalig korfballer en korfbalcoach. Hij werd als speler en coach meerdere malen Nederlands en Europees kampioen. Ook speelde hij in het Nederlands korfbalteam.
Wals wordt beschouwd als eerste "betaalde/professional" korfballer, door in de jaren'60 van clubs te wisselen, een affaire die hem ook een schorsing opleverde.

## Speler
Wals begon met korfbal in 1950, op 8-jarige leeftijd bij KV Die Haghe. Hij ging hierna spelen bij Ons Eibernest, een andere grote Haagse korfbalclub.

### Ons Eibernest
Wals speelde tot en met 1966 bij Ons Eibernest en werd 2 keer Nederlands kampioen, beide keren in de zaal ; in 1962 en 1965. Deze titels won hij met andere korfbalhelden uit die tijd zoals Theo van Zee en Hans Pouw.

### LUTO
In seizoen 1966-1967 speelde Wals voor het Amsterdamse LUTO, dat in 1965 ook al Nederlands veldkampioen was geworden. Voor die tijd waren transfers in het korfbal nog geen gemeengoed, dus was deze clubsverandering van Wals iets bijzonders.
Precies in dit seizoen werd zijn oude club, Ons Eibernest zowel veld- als zaalkampioen van Nederland.

### Blauw Wit
Na 1 seizoen bij LUTO verruilde Wals in 1967 weer van club en ging hij spelen bij een andere Amsterdamse club, AKC Blauw-Wit.
Zijn eerste seizoen bij Blauw-Wit bleek een bijzonder jaar; met Blauw-Wit won hij de zaal- en veldtitel en ook nog de bijhorende Europacup op het veld (de Europacup in de zaal werd pas gehouden vanaf 1985).
Ook het tweede seizoen was succesvol, want Blauw-Wit won wederom de veldtitel. Later dat jaar speelde de ploeg weer de Europacup en in deze wedstrijd nam Wals een hoofdrol op zich. Hij scoorde namelijk de winnende 3-2 vanuit een strafworp. Zodoende werd hij voor de 2e keer Europacup-winnaar.

## LUTO en de schorsing
Na 3 seizoenen bij Blauw-Wit verruilde Wals wederom van club en deze transfer was niet onomstreden. Zo had hij zich in de zomer van 1970 overgeschreven van Blauw-Wit naar LUTO, maar Blauw-Wit maakte hier bij de bond bezwaar tegen omdat er geruchten de ronde deden over betaling.
Het KNKV besloot op dat moment de bezwaren van Blauw-Wit ongegrond te verklaren en keurde de overstap naar LUTO goed, maar hiermee was de kous nog niet af. Ondertussen kon Wals spelen voor LUTO, maar werd er nog steeds onderzoek gedaan naar de gang van zaken.
Onder coach Jan van der Bol won Wals met LUTO de Nederlandse veldtitel van 1970-1971.
In oktober 1971 kwam er een uitspraak in het onderzoek naar de transfer van Wals en Tom van Rhee. De bond besloot dat de transfer onrechtvaardig was uitgevoerd en schorste Wals en Van Rhee voor het leven.

## Na de schorsing
Wals mocht dus in 1971, op 29-jarige leeftijd, niet meer korfballen. In de jaren daarvoor was hij ook al korfbalcoach geworden en vanwege zijn schorsing pakte hij zijn trainersschap op.
Zo was hij in 1971 coach van het Haagse Pams. Op 1-1-1973 besloot het KNKV de levenslange schorsing op te heffen en zodoende maakte Wals nog 1 keer een rentree als speler. Hij viel in bij PAMS waar hij ook coach van was.

## Erelijst
- Nederlands kampioen zaalkorfbal, 3x (1962, 1965, 1968)
- Nederlands kampioen veldkorfbal, 3x (1968, 1969, 1971)
- Europacup kampioen veldkorfbal, 2x (1968, 1969)

## Oranje
Wals speelde 24 officiële wedstrijden met het Nederlands korfbalteam. Van deze interlands speelde hij er 22 op het veld en 2 in de zaal.
Hij speelde zijn interlands in de periode 1965-1971 onder bondscoach Adri Zwaanswijk, totdat hij geschorst werd. Na zijn schorsing kwam hij niet meer in actie voor Oranje.

## Coach

### Begin als Coach
Wals was in coach bij Pams tot en met 1973, waarbij hij zelf als speler nog in actie kwam in zijn laatste jaar.
In 1973 werd hij coach bij een nieuwe fusieclub uit Leiden, Fides Pacta, ontstaan uit Fluks en Vicus Oriëntis. Met deze ploeg degradeerde Wals in zijn eerste en enige seizoen.

### Deetos
Na 1 seizoen bij Fides Pacta werd Wals hoofdcoach bij het Dordtse Deetos in 1974. Hij hier coach t/m 1978, maar behaalde hier geen titels. Ron Westerkamp werd de nieuwe coach van Deetos.

### Blauw-Wit
In 1978 werd Wals de nieuwe hoofdcoach van het Amsterdamse AKC Blauw-Wit, de ploeg die net zaalkampioen was geworden. Wals verving hier coach Louis Weerman, die vertrok.
Wals was hier 2 seizoenen hoofdcoach en deed dat niet onverdienstelijk. In zijn eerste seizoen voor de groep, 1978-1979 won hij met Blauw-Wit de behaalde zaalfinale met 12-11 van Allen Weerbaar. Hiermee prolongeerde Blauw-Wit de zaaltitel en dit was ook precies wat Wals aan het begin van het seizoen had voorspeld.
In zijn tweede seizoen behaalde hij geen titels met de club. In 1980 werd Wals vervangen door Hans Gerritsen.

### Deetos, deel 2
In 1982 werd Wals voor de tweede keer in zijn carrière hoofdcoach bij Deetos. Deetos had in 1982 voor het 2e jaar op rij de zaalfinale verloren en snakte weer naar een titel. Wals verving vertrekkend coach Anton Mulders bij Deetos, want deze verhuisde naar PKC.
Wals zou hier t/m 1986 hoofdcoach blijven. Zijn meest succesvolle jaar bij de club was zijn eerste, seizoen 1982-1983 waarin Deetos voor de 4e keer op rij in de zaalfinale stond. Dit maal was Fortuna de tegenstander. Ondanks dat Deetos een sterke ploeg had met spelers zoals Wim Peetoom en Erik Wolsink was Fortuna beter in de finale. Bij Fortuna was Hans Heemskerk de topspeler en het was uiteindelijk Aad Reijgersberg die de stand afsloot op 14-10 voor Fortuna.
In 1986 vertrok Wals bij Deetos, waar John Boogers de nieuwe coach werd.

### Oost Arnhem
In 1986 verruilde Wals van club en werd de nieuwe hoofdcoach bij Oost-Arnhem waar hij vertrekkend coach Ronald Ligt verving. Hij was niet de enige versterking bij de club dit jaar, want in dezelfde periode trok Oost-Arnhem 2 topspelers op dat moment aan ; namelijk Erik Wolsink en Bram van der Zee. Zo bouwde Oost Arnhem ineens een topteam op.
In zijn eerste seizoen behaalde Oost-Arnhem, zoals alle verwachtingen de zaalfinale. In de finale van 1987 was PKC de tegenstander. Uiteindelijk won Oost Arnhem met 12-8 en behaalde voor de eerste keer in de clubhistorie de Nederlandse titel zaalkorfbal.
In het tweede seizoen, 1987-1988 was in januari 1988 de Europacup zaalkorfbal de eerste horde van het seizoen. Oost-Arnhem trof in de finale de Belgische kampioen AKC en won met 17-11. Niet veel later plaatste Oost-Arnhem zich voor het 2e jaar op rij voor de Nederlandse zaalfinale. De finale was een herhaling van het jaar ervoor, want wederom was PKC de tegenstander. Oost-Arnhem won de finale met 14-8 en prolongeerde hiermee de zaaltitel.
Het seizoen erop, 1988-1989 mocht Oost Arnhem weer de Europacup spelen, als Nederlands zaalkampioen. De Europacup werd in januari 1989 gespeeld en wederom speelde Oost Arnhem de finale tegen AKC, net als het jaar ervoor. Dit maal waren Ron Steenbergen en Bandi Csupor op dreef en won Oost Arnhem met 16-6.
In de Nederlandse competitie deed de ploeg het ook goed en lag het weer op schema voor de zaalfinale. Echter besloot de club om Wals in februari te ontslaan. Feitelijk liep zijn contract tot 1990, maar omdat Wals contractontbindring had aangevraagd omdat hij coach wilde worden van KV Groen Geel vond de club het welletjes. Vanwege de onrust die Wals had geschapen ontsloeg de club hem. Hij werd vlak voor de zaalfinale vervangen door Freek Keizer. Deze zet bleek dramatisch voor de teamspirit, want Oost-Arnhem verloor de zaalfinale van PKC met 11-8.

### Groen Geel
Wals had in februari 1989 al getekend bij KV Groen Geel voor het volgende seizoen (89-90) en deze zorgde vóór zijn aanstelling al voor onrust.
Toen hij echter in september begon aan zijn nieuwe job liep de samenwerking al snel mis. Zo moest Wals een aantal trainingen aan hem voorbij laten gaan vanwege andere werkzaamheden, maar de club kon zich niet vinden in de verhouding tussen honorarium en inzet van Wals. Zodoende werd hij in november 1989, na 3 maanden dienst ontslagen door voorzitter Joop Dell. De trainer van de A1 nam tijdelijk de plek van Wals over.

### De Jaren '90
Wals werd door Groen Geel in 1989 ontslagen en was zodoende weer beschikbaar om ergens als hoofdcoach aan de slag te gaan.
Vanwege zijn behaalde succes werd er vanuit verschillende kanten aan Wals getrokken.
Zo werd hij in 1990 de trainer van Ons Eibernest, maar ging hij in 1991 een tweede job aan. Hij werd in het begin van 1991 aangesteld als interim hoofdcoach van Drachten. Hij zou deze dubbelfunctie blijven vervullen t/m 1994, toen hij stopte bij Drachten.
Voor aanvang van seizoen 1991-1992 flirtte Wals nog wel met PKC om als vervanger van Ron Westerkamp aan te treden als hoofdcoach, maar uiteindelijk trok Wals zichzelf terug uit deze deal.
In 1994 stopte Wals bij Drachten en in 1995 stopte hij ook als trainer bij Ons Eibernest.
In 1996 kwam Ons Eibernest nog 1 keer bij Wals aankloppen. De club had coach Wim Bakker ontslagen en zocht een interim-hoofdcoach. Wals nam de job aan de maakte het seizoen af.

## Erelijst als coach
- Nederlands kampioen zaalkorfbal, 3x (1979, 1987, 1988)
- Europacup kampioen zaalkorfbal, 2x (1988, 1989)